# 里見紗李奈
里見 紗李奈（さとみ さりな、1998年4月9日 - ）は、日本の女子パラバドミントン選手。千葉県八街市出身。2021年開催の東京パラリンピック パラバドミントン 女子シングルス・ダブルス 金メダリスト。

## 経歴
- 八街市立二州小学校（沖分校・本校）、八街市立八街南中学校、千葉県立千城台高等学校を卒業[1]。
- 高校3年生のときに交通事故で脊髄損傷を負って9ヶ月の入院治療を受けたが、両下肢麻痺の障がいが残る[2]。
- 19歳のときに、父親のアドバイスで村山浩（東京パラリンピックバドミントン代表選手）が代表を務める車いすバドミントンクラブに入って競技を始めた[2]。
- 競技を始めてからわずか3年で、日本選手権3連覇や世界選手権優勝などの成績をあげる[2]。
- 2021年に、パラバドミントンがパラリンピックで新競技となった東京パラリンピックに世界ランキング1位で出場。女子シングルスWH1で優勝して金メダルを獲得し、初代女王となった[3]。さらに、翌日には山崎悠麻とともに出場した女子ダブルスWH1-2でも優勝して単複2冠を達成した[4]。同年、紫綬褒章受章[5][6]。
- 東京パラリンピック パラバドミントン 女子シングルス及び女子ダブルスにおいて金メダルを獲得した栄誉をたたえ、2022年1月24日、千葉市中央区のJR千葉駅東口バスターミナル定期券売り場横に、記念のゴールドポスト（第53号）が設置された（ゴールドポストプロジェクト[7]）。
- 2024年パリパラリンピック パラバドミントン 女子シングルスで金メダル、女子ダブルスで銀メダルを獲得した。同年、紫綬褒章飾版受章[8]。